# Краткая болгарская энциклопедия

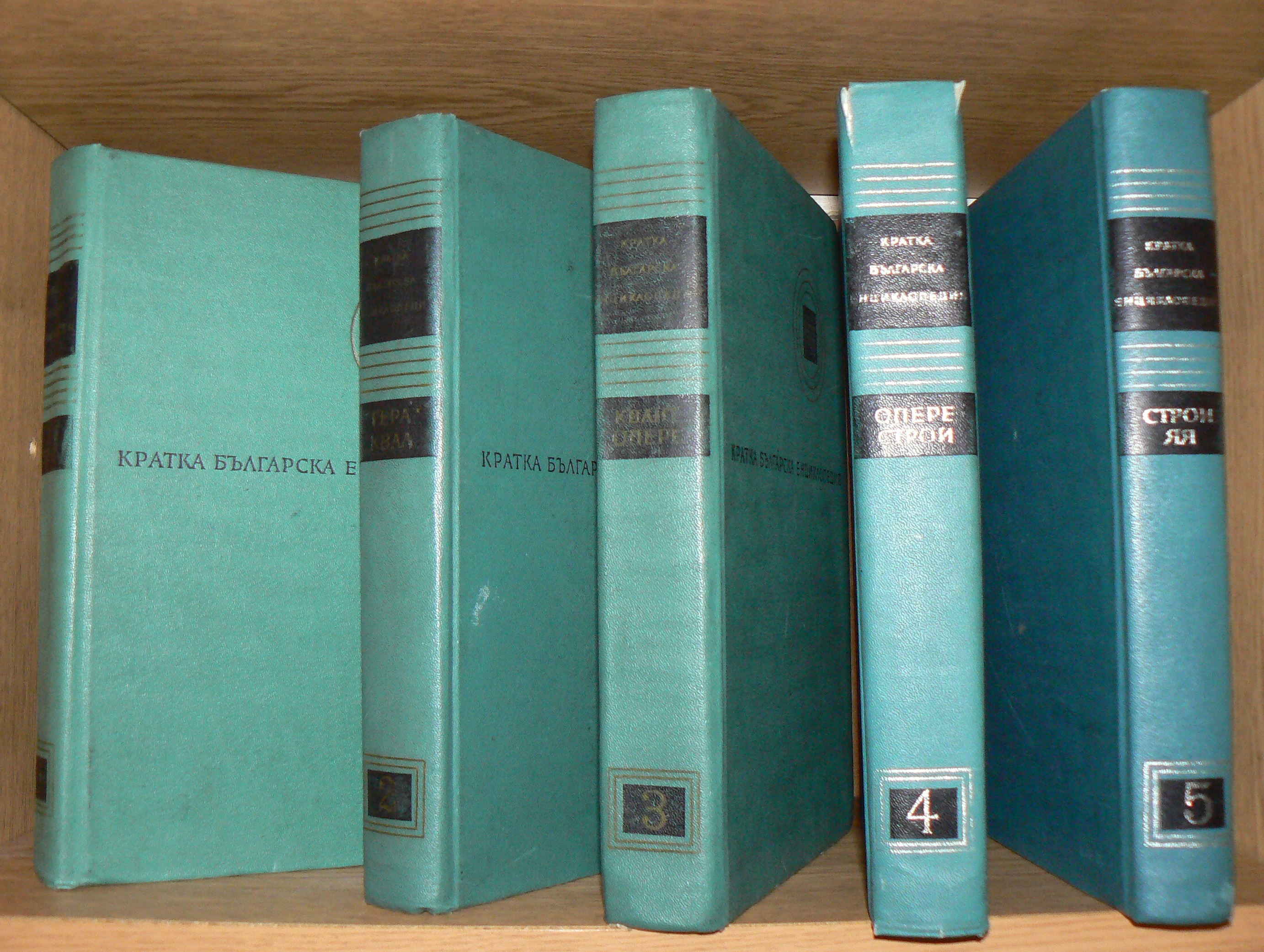
Пять томов Краткой болгарской энциклопедии

Краткая болгарской энциклопедии (болг. Кратка българска енциклопедия, КБЕ) — универсальная энциклопедия в пяти томах, подготовленная секцией «Болгарская энциклопедия» Болгарской академии наук и изданная в период 1963-1969 гг. Содержит около 25 000 статей по всем областям знания, изложенных с позиций марксистско-ленинской философии. В предисловии к последнему пятому тому составителей энциклопедии называют ее «первой универсальной энциклопедией социалистической Болгарии».
Более 4 600 статей КБЕ (1/4 от всего материала) связаны с Болгарией. Биографических статей о выдающихся представителях мировой культуры, науки, техники и общественно-политической жизни — 4623, из которых 1637 — о болгарах.
Общее количество иллюстраций — 7472, из которых:
- 4844 черно-белые иллюстрации в тексте,
- 1526 иллюстраций глубокой печати в приложениях (всего 201 страница),
- 979 иллюстраций офсетной печати в приложениях (всего 60 страниц),
- 123 иллюстрации высокой печати в приложениях (всего 26 страниц).

Общее количество карт — 465, из которых:
- 78 цветных в приложениях,
- 48 черно-белых в приложениях,
- 48 черно-белых в тексте.

Решение об издании Краткой болгарской энциклопедии было принято Советом Министров 22 мая 1955 года по предложению Тодора Павлова. Согласно первоначальному плану она должна была быть двухтомной и завершена к 1958 году. Каждый из пяти томов был напечатан тиражом 62 200 экземпляров.
Главный редактор КБЕ — Владимир Георгиев. В качестве авторов, редакторов, рецензентов и консультантов участвовало около 1500 человек. Среди членов главной редакции были акад. Ангел Балевский, акад. Сава Гановский, акад. Райна Георгиева, профессор. Страшимир Димитров, чл.-кор. Боян Каменов, акад. Евгени Каменов, ген. Иван Кинов, акад. Димитр Косев, акад. Любомир Крыстанов, акад. Георги Наджаков, Любен Нанов, акад. Жак Натан, чл.-кор. Александр Обретенов, акад. Никола Обрешков, акад. Димитр Ораховац, акад. Боян Петканчин, акад. Петко Г. Стайнов, акад. Петко Ст. Стайнов, акад. Борис Стефанов, чл.-кор. Любен Тонев, акад. Асен Хаджиолов, акад. Георги Цанев.
КБЕ является основой для однотомной универсальной Энциклопедии «А-Я» (1974) и национальной Энциклопедии «Болгария».

## Содержание
| Том | Год  | Статьи                                                            |
| --- | ---- | ----------------------------------------------------------------- |
| 1   | 1963 | А — Гера                                                          |
| 2   | 1964 | Герасимов, Александър Михайлович — Квалификация на престъплението |
| 3   | 1966 | Квант на енергията — Оперение                                     |
| 4   | 1967 | Оперета — Строително съоръжение                                   |
| 5   | 1969 | Строителство — Яя                                                 |